# قدیس (فیلم ۱۹۴۱)
«قدیس» (انگلیسی: The Saint) یک فیلم به کارگردانی عبدالرشید کاردار است که در سال ۱۹۴۱ منتشر شد. از بازیگران این فیلم میتوان به نظیر احمد خان اشاره کرد.